# Edna Kramer
Edna Ernestine Kramer Lassar  (szül: Edna Ernestine Kramer) (Manhattan, 1902. május 11. – Manhattan, 1984. július 9.) amerikai matematikus.
A Hunter College-on szerezte meg a B.A. fokozatát matematikából summa cum laude minősítéssel 1922-ben. Középiskolai tanítás mellett a Columbia Egyetemen szerezte M.A. fokozatát 1925-ben, majd a PhD-t 1930-ban.
Manhattanban halt meg Parkinson-kór következtében.

## Munkái
- The Nature and Growth of Modern Mathematics (1970)